# Adversus Iudaeos (Augustyn)
Traktat św. Augustyna przeciwko Żydom (łac. Adversus Judaeos) – późna obszerna homilia Augustyna z Hippony, nazywana czasem traktatem, wygłoszona w 428 lub 429 r. jako pouczenie do wiernych, by przestrzec ich przed praktykami judaizujących chrześcijan (tzw. Judaizanci). Jedynie pośrednio była ona polemiką z Żydami i Judaizmem. Zamiarem autora było prawdopodobnie skomentowanie fragmentu Listu do Rzymian 11,18-23.

## Treść
Według B. Blumenkranza w Adversus Judaeos można odnaleźć wszystkie ważniejsze tematy literatury wczesnochrześcijańskiej i patrystycznej. Wśród nich odniesienie do obecnego w Ewangeliach przesłania o winie i odpowiedzialności Żydów za śmierć Jezusa Chrystusa. W homilii Augustyn poruszył też zagadnienia ważności Prawa żydowskiego, a także relacji między ciałem i duchem ludzkim, o których pisał św. Paweł w Liście do Galatów i do Rzymian. W homilii mowa jest także o zbawczej roli ofiary krzyżowej Chrystusa w kontekście Listu do Hebrajczyków.
W tej późnej homilii Augustyna obraz ludu żydowskiego i jego religii po Wcieleniu jest ciemniejszy niż w innych jego pismach (np. Przeciw Faustusowi Manichejczykowi).  Np. w rozdz. 11 Augustyn wini samych tylko Żydów za śmierć Chrystusa, nie wspominając o Rzymianach. Żydzi są ślepi, uparci, chorzy, i nie mają zrozumienia. Wszystko to jednak jest w oczach Augustyna, idącego za nauczaniem św. Pawła, Bożym zrządzeniem (1.2; 5.6; 7.10; 8.11; 9.14)(por. Mt 8,11-12; Rz 11,22-25 oraz 11,17-18). Ważnym motywem w homilii Augustyna, począwszy od rozdz. 4, jest temat zmiany (łac. mutar). Augustyn odwołał się do nagłówka psalmów 44(45),68(69),79(80), który Septuaginta tłumaczy: „To co ma być zmienione”. W psalmach tych Augustyn widział zapowiedź proroczą Jezusa Chrystusa. W rozdziale piątym biskup mówił o psalmie 44(45), który zapowiada Chrystusa w jego ludzkiej i boskiej naturze oraz Kościół jako jego oblubienicę. W rozdziale szóstym interpretował psalm 68(69) jako zawierający proroctwo cierpień i męki Chrystusa. Zaś w siódmym rozdziale analizował psalm 78(79), będący zapowiedzią zmiany dzierżawców winnicy, która ma przejść w ręce tych, którzy wierzą w Jezusa Chrystusa. Następnie, w rozdziale ósmym biskup Hippony przeszedł do proroctwa Jeremiasza 31,31, w którym mowa jest o Nowym Przymierzu.

## Żydzi jako świadkowie wiary chrześcijańskiej
W rozdz. 7.9 znajduje się aluzja do roli Żydów i judaizmu jako „świadków wiary Chrześcijańskiej”. Jako tacy idą oni razem z Kościołem przez wieki. Augustyn omówił to zagadnienie bliżej w Objaśnieniu Psalmów 59.10n oraz w Państwie Bożym XVIII,46. Wielu autorów uważa, że jest to najbardziej oryginalny wkład biskupa Hippony do relacji między Judaizmem i Chrześcijaństwem. Papież Grzegorz Wielki odniósł się do tej doktryny Augustyna w swych listach, które posłużyły jako teologiczne uzasadnienie dla edyktów chroniących Żydów Sicut Iudaeis non.
Żydowscy autorzy Jacob Klatzkin i Shimon Gibson zauważyli, że niezależnie od jednoznacznego odrzucenia w traktacie Adversus Judaeos judaizmu post-chrześcijańskiego przez Augustyna i zarzucania Żydom, że nie rozumieją Biblii lub świadomie fałszywie ją interpretują, biskup pisał pozytywnie o judaizmie. W przeciwieństwie do nastawienia Jana Chryzostoma wyrażonego w homiliach antiocheńskich Adversus Judeaos, biskup Hippony zachował „pozytywną (tj. misyjną) postawę wobec ludu żydowskiego jako przeznaczonego ostatecznie do tego, by dołączyć do pełni Bożej obietnicy, która urzeczywistnia się w kościele”. Autorzy ci zwrócili też uwagę, że jednoznacznie anty-żydowskie traktaty krążące w średniowieczu pod imieniem Augustyna były  błędnie mu przypisywanymi, później napisanymi utworami.

## Wydania

### Łacińskie
- Traktat Adversus Iudaeos opracował krytycznie i wydał J.L. Bazant Hegermark: Aur. Augustini liber ad Orosium... sermo aduersus Iudaeos (rozprawa), Wiedeń 1969, s.24-63[7].
- W kolekcji Patrologia Latina został opublikowany w t. 42,51-64.

### Przekłady polskie
- Jan Iluk. Augustyna, biskupa Hippony, rozprawa o Żydach i judaizmie (wstęp i przekład). „Przegląd Religioznawczy”. Nr 2. 208 (2003). s. 65-83.
- Arnold Pawlina OP w: Traktat przeciwko Żydom. „Teofil. Pismo studentów Kolegium filozoficzno-teologicznego dominikanów”. 29 (2011). s. 94-112. Kraków. ISSN 1506-8714[8].